# Teratodontidae
Teratodontidae — родина викопних м'ясоїдних ссавців із вимерлого ряду Hyaenodonta. Скам'янілості від пізнього еоцену до пізнього міоцену відомі в Африці, на Аравійському півострові та в Азії.

## Класифікація
- родина: †Teratodontidae (Savage, 1965)
  - підродина: †Teratodontinae (Savage, 1965)
    - рід: †Anasinopa (Savage, 1965)
      - †Anasinopa leakeyi (Savage, 1965)
      - †Anasinopa libyca (Morales, Brewer & Pickford, 2010)

    - рід: †Brychotherium (Borths, 2016)
      - †Brychotherium ephalmos (Borths, 2016)

    - рід: †Ekweeconfractus (Flink, 2021)[3]
      - †Ekweeconfractus amorui (Flink, 2021)

    - рід: †Masrasector (Simons & Gingerich, 1974)
      - †Masrasector aegypticum (Simons & Gingerich, 1974)
      - †Masrasector ligabuei (Crochet, 1990)
      - †Masrasector nananubis (Borths & Seiffert, 2017)

    - рід: †Metasinopa (Osborn, 1909)
      - †Metasinopa fraasii (Osborn, 1909)
      - †Metasinopa napaki (Savage 1965)

    - триба: †Dissopsalini (Morales & Pickford, 2017)
      - рід: †Buhakia (Morlo, 2007)
        - †Buhakia moghraensis (Morlo, 2007)

      - рід: †Dissopsalis (Pilgrim, 1910)
        - †Dissopsalis carnifex (Savage, 1965)
        - †Dissopsalis pyroclasticus (Barry, 1988)

    - триба: †Teratodontini (Savage, 1965)
      - рід: †Teratodon (Savage, 1965)
        - †Teratodon enigmae (Savage, 1965)
        - †Teratodon spekei (Savage, 1965)